# Tweed Heads
Tweed Heads es una ciudad de la comarca o shire de Tweed en el nordeste de Nueva Gales del Sur, Australia. Está situada a orillas del río Tweed, cerca de la frontera con Queensland y de Coolangatta, una zona residencial de la Costa Dorada con la que está hermanada. Se la cita con frecuencia como una ciudad en la que basta con cruzar la calle para cambiar de huso horario —o incluso celebrar el Año Nuevo dos veces en el intervalo de una hora—, gracias a su proximidad a la frontera con Queensland y a la circunstancia de que este último estado no ha adoptado el horario de verano mientras que Nueva Gales del Sur sí lo ha hecho.
En el pasado, Tweed Heads estuvo integrada en el sistema ferroviario de Queensland y contó con conexión directa a Brisbane. Los terrenos de la antigua estación de ferrocarril están ocupados en la actualidad por un parque y una zona comercial.

## Historia
La primera industria que se desarrolló en el valle del Tweed fue la maderera, a partir de 1844. Cuando se agotó la riqueza forestal de la zona, tomaron el relevo explotaciones agrarias dedicadas a la producción de plátanos, caña de azúcar y productos lácteos, al mismo tiempo que comenzaba a prosperar la industria pesquera local.

## Turismo
Dada su proximidad a Gold Coast, Tweed Heads comparte con Coolangatta una importante actividad económica basada en el turismo. Los lugares más visitados son, entre otros, el Monte Warning, uno de los mayores volcanes de escudo del hemisferio sur, y los cercanos parques nacionales de Nightcap, Border Ranges, Springbrook y Lamington, en los que abundan la flora y la fauna subtropicales.